# 東西線 (東京地鐵)
東西線（日语：／ Tōzai sen */?）是一條連結日本東京都中野區中野站和千葉縣船橋市西船橋站、由東京地鐵營運的鐵路線。鐵道要覽內的名稱為「5號線東西線」。
路線名為貫穿東京東西的意思。車體、路線圖和轉乘資訊使用的路線顏色為天藍色，路線記號為T。

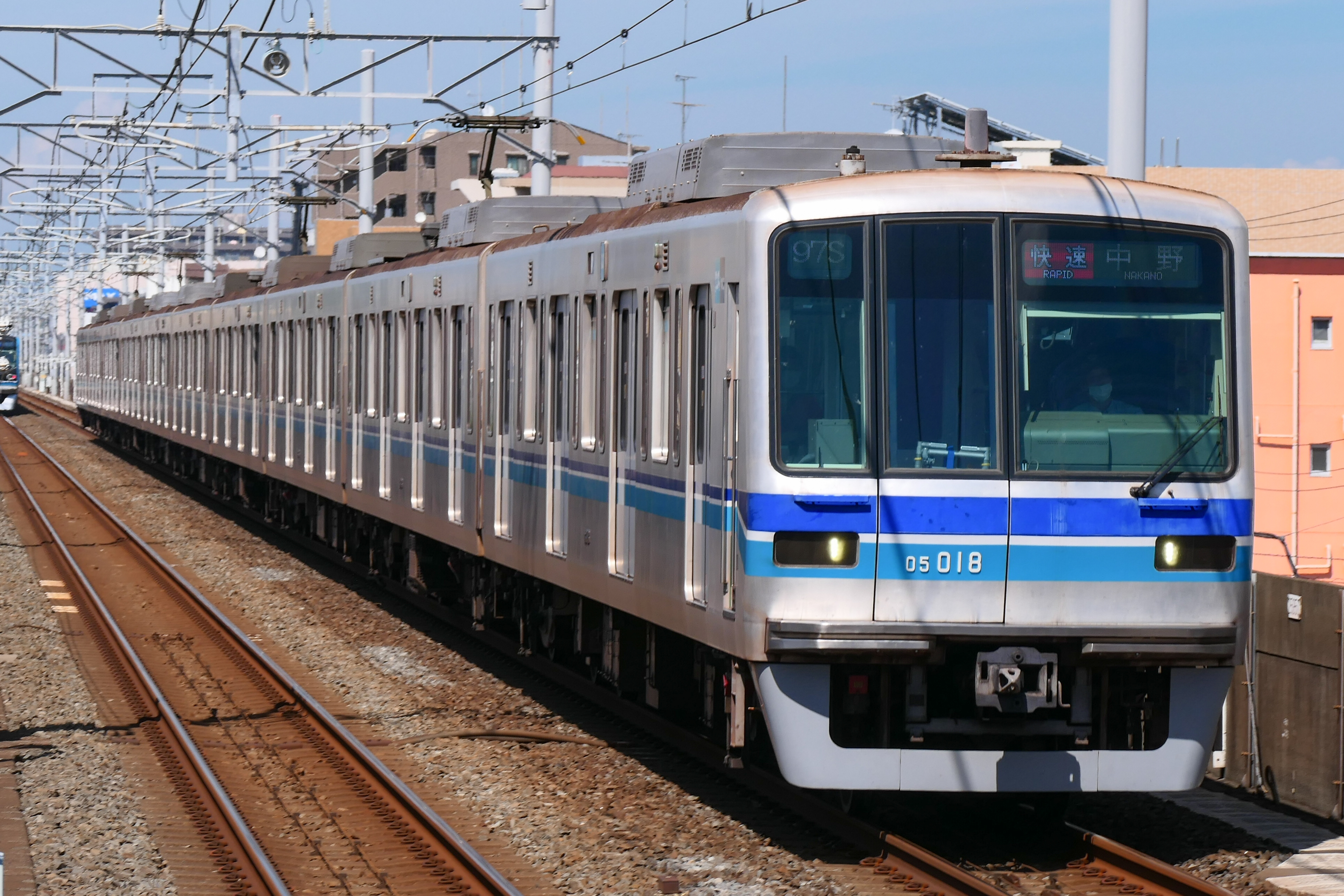
正駛入行德站的05系電聯車(2022年8月)

## 簡介
由全線開業至今，其乘客量一直都很高，主要原因是來往千葉和都心間的通勤需求很大。這情況早於建線時的1960年代已出現，當時因為中央、總武緩行線的載量已經達到不勝負荷的地步；然而法律上，當時的營團的路線範圍只能限於東京都內，但為儘快解決當時總武線的問題，結果日本國鐵向運輸大臣申請特許，讓當時已連上中央緩行線中野的東西線伸延至千葉縣。於1965年9月得到運輸大臣准許後，東西線亦伸延至西船橋站，於線兩方與總武線進行直通運轉（津田沼 ~ 西船橋 ~ 東西線 ~ 中野 ~ 三鷹）。該路線某程度上將兩地間的通勤分流，總武線的負擔亦得以減輕。縱然兩線的客量直至現在，都仍處於高水準。
東西線有幾個「第一」紀錄。分別是：
- 日平均乘客量為 143 萬人次(2016年)，為9條東京地鐵所屬路線中之冠。
- 東京第一條部分區間不在東京都內的地下鐵路線（浦安至西船橋一段位於千葉縣）。
- 東京地鐵各線中第一條於地下鐵線區內有快速列车的路線（快速列車在西船橋至東陽町會通過部分車站）。
- 日本第一條採用國鐵標準規格的地下鐵。

相對的，其餘幾條設有直通急行／快速的路線，如千代田線的多摩急行、半藏門線等路線，於地下鐵線區間內仍是採各站停車方式運作，只有在離開地下鐵區段的市郊地帶才有停站的差別。不過，千代田線亦於2008年設區內非各站停車形態的運轉班次。
「快速」及「通勤快速」分別於東陽町和浦安開始才有通過站，詳見下表。

## 路線資料
- 路線距離（營業距離）：30.8公里
- 軌距：1067毫米
- 站數：23個（包括起終點站）
- 複線路段：全線
- 電氣化路段：全線（直流1500V 高架電纜）
- 地面路段：中野站附近、南砂町－西船橋 合計13.8公里
- 地底路段：中野－南砂町（中野站與JR共用地面）
  - 中野站以東與南砂町－西葛西站之間（荒川鐵橋以西）有隧道入口。
- 閉塞方式：速度制御式（新CS-ATC）
- 列車無線（日语：列車無線）方式：誘導無線（日语：誘導無線）（IR）方式
- 最高速度：快速100公里/小時、普通85公里/小時
  - 最高速度 100公里/小時於浦安－妙典之間。地底路段最高速度為80公里/小時[4]。
- 平均速度：快速49.4公里/小時、普通43.7公里/小時
- 表定速度（日语：表定速度）：快速43.4公里/小時、普通37.0公里/小時
- 全線所要時間：快速42分35秒、普通49分55秒
- 最急坡度：40‰（神樂坂站附近）
- 車輛基地：深川檢車區（日语：深川車両基地）、深川檢車區行德分室（日语：深川検車区行徳分室）
- 工場：深川工場（日语：深川車両基地）

## 沿革
- 1964年（昭和39年）
  - 10月27日：5號線確定名稱為東西線。
  - 12月23日：高田馬場－九段下段（4.8公里）通車。5000系（日语：営団5000系電車）投入營運。
- 1966年（昭和41年）
  - 3月16日：中野－高田馬場段（3.9公里）、九段下－竹橋段（1.0公里）通車。
  - 4月28日：開始與國鐵中央本線直通運行至荻窪站（初期只有營團直通到國鐵）。
  - 10月1日：竹橋－大手町段（1.0公里）通車。國鐵301系投入營運，開始互相直通運行。
- 1967年（昭和42年）9月14日：大手町－東陽町段（5.1公里）通車。
- 1969年（昭和44年）
  - 3月29日：東陽町－西船橋段（15.0公里）通車（全線通車）、開始快速運行。
  - 4月8日：直通中央本線的路段延長至三鷹站，同時開始與國鐵總武本線直通運行至津田沼站。此外，至1972年7月總武快速線通車為止夏期臨時時間表期間停止直通。
- 1971年（昭和46年）4月20日：國鐵103系1200番台開始營業。
- 1972年（昭和47年）4月8日：開始與國鐵總武線互相直通運行至津田沼站（只限繁忙時間）。
- 1978年（昭和53年）2月28日：葛西－南砂町段（當時西葛西站仍在建設中）跨過荒川的荒川中川橋樑（日语：荒川中川橋梁 (東京地下鉄東西線)）上出現突風（後來判定為龍捲風），通過中往中野的列車（5000系10節編組）有3節出軌（內有2節翻側）。20餘人受傷（營團地下鐵東西線列車翻側事故（日语：日本の鉄道事故 (1950年から1999年)#営団地下鉄東西線列車横転事故））。
- 1979年（昭和54年）10月1日：西葛西站啟用。
- 1981年（昭和56年）3月27日：南行德站啟用。
- 1987年（昭和62年）
  - 4月1日：國鐵分割民營化，直通路線改由東日本旅客鐵道（JR東日本）負責。
  - 10月24日：半藏門線用的8000系暫時開始使用。
- 1988年（昭和63年）
  - 6月1日：直通車輛開始使用空調車輛。
  - 11月18日：05系開始營業。
- 1989年（平成元年） 千代田線直通用國鐵103系1000番台轉移。
- 1991年（平成3年）
  - 10月16日：05系第14編組開始使用闊門車輛。
  - 12月1日：JR東日本進行更改時間表，最後一部7節編組取代直通JR東日本的列車被10節編組列車取代。自此全線列車完成10節編組化。
- 1995年（平成7年）3月20日：發生東京地鐵沙林毒氣事件，上午停止營業，下午重開。
- 1996年（平成8年）
  - 3月16日：只限平日直通至JR總武本線津田沼站。
  - 4月27日：東葉高速鐵道東葉高速線（西船橋－東葉勝田台）通車，開始與營團互相直通運行。1000型（日语：東葉高速鉄道1000形電車）列車投入營運。
- 2000年（平成12年）
  - 1月22日：下妙典信號所升格為妙典站。
  - 2月3日：05系8次車（新05系）車輛投入營運。
- 2003年（平成15年）
  - 5月1日：JR東日本E231系800番台投入營運。同月中，103系1000、1200番台停運。
  - 6月10日：JR東日本301系停運，翌日起與JR東日本的直通運用列車全數轉為E231系。
- 2004年（平成16年）
  - 4月1日：帝都高速度交通營團民營化為東京地鐵，營團地下鐵東西線改為東京地鐵東西線。
  - 11月25日：經微調的05系13次車投入營運。
  - 12月7日：東葉高速2000系（日语：東葉高速鉄道2000系電車）投入營運。
- 2006年（平成18年）
  - 11月8日：由有樂町線轉移的07系投入營運。
  - 11月20日：平日早上繁忙時間往中野方向的全部列車10號車（車頭）引入女性專用車。JR總武線、東葉高速線的直通列車至始發站（津田沼站、東葉勝田台站）。中央線內與中野以西（中野－三鷹）不設女性專用車[5]。
  - 11月29日：女性專用車的運行路段縮短至西船橋（包括妙典始發）－大手町段[5]。
  - 12月4日：東葉高速1000型由同公司2000系完全替換，79S運用（上午）最後停運。
- 2007年（平成19年）
  - 1月27日：深川車輛基地舉行「再見東西線5000系 車輛攝影會&工場見學會」。車輛攝影會展示的5車輛當中，5000系不鏽鋼列車安裝在中野側（本線往上行方向）先頭車的貫通道（英语：貫通扉）部分的特製目的地顯示牌在13時30分許展示了「再見東西線5000系」的字樣。
  - 3月17日：5000系停止營運。自此，所有東京地鐵的營業用車輛轉由鋁合金車輛。
  - 3月21日：保安裝置系統更新為新CS-ATC。
- 2009年（平成21年）9月9日：上午4時10分左右，東陽町站留置的營業用列車（05系第1編組）與保線用的車輛發生撞車，無法行驶。高田馬場－葛西段的始發路段停運，全線恢復通車需要約5小時。此次事件導致早上通勤、通學繁忙時時約29萬人受影響。此事故的影響嚴重，以致國土交通省關東運輸局向東京地鐵發出警告，要求盡早查明原因並避免再次發生。[6]
- 2010年（平成22年）
  - 5月7日：東西線、東葉高速線內限定的15000系投入營運。
  - 9月27日：15000系開始投入与JR線的直通運行。
- 2011年（平成23年）
  - 3月14日：同月11日發生的東日本大地震導致發電廠停運，電力供應緊迫，東京電力實施輪番停電（計画停電）（日语：輪番停電）。東西線與JR中央線、JR總武線、東葉高速線停止互相直通運行，快速、通勤快速、東葉快速停止運行。
  - 3月18日：與JR中央線、JR總武線、東葉高速線互相直通運行與快速、通勤快速的運行只限平日早晚繁忙時間恢復。
  - 6月11日：週六、日、假期恢復正常時間表，快速運行全面恢復。
  - 9月12日：平日時間表、快速運行全面恢復。然而，車站內與車內仍有部分燈光關閉。
- 2015年（平成27年）5月：6月起引入發車音樂[7][8]。

## 運行形態

### 直通運行
東西線與以下路線互相直通運行。
- JR東日本：中央·總武線（各站停車）：中野站－三鷹站間（除深夜外全日）、西船橋站－津田沼站間（只限平日早晚繁忙時間）
- 東葉高速鐵道：東葉高速線：西船橋站－東葉勝田台站間

在本節的解釋內為了區分路段將中野站－三鷹站間稱為「中央線」，西船橋站－津田沼站間稱為「總武線」。
東京地下鐵擁有車輛的車次編號的末尾字母為「S」，JR東日本擁有車輛為「K」，東葉高速鐵道擁有車輛為「T」。但是，由於搭載的保安裝置原因，JR東日本擁有車輛不能直通至東葉高速線，東葉高速鐵道擁有車輛也不能直通至JR線。因此，三鷹站－東葉勝田台站的直通列車只限地下鐵擁有車輛。另外，2016年（平成28年）3月26日改正時刻表，東京地下鐵擁有車輛有7班在東葉高速線內夜間停泊，而東葉高速鐵道擁有車輛有3班在東京地下鐵線內夜間停泊，組成「外泊運用」。
平日繁忙時間時以總武線－東西線－中央線（津田沼站－途經東西線－三鷹站間）運行。途經東西線的距離較短。然而，兩端的車站為同一公司且為同一運行系統卻需直通的例子非常罕有。此路線設定通過聯絡運輸。
東京地下鐵車輛可以直通中央·總武線、東葉高速線，總武線津田沼站開出至中野站或中央線三鷹站直通的列車可用於折返東葉高速線往東葉勝田台，另一方面也有用於東葉勝田台站、八千代綠丘站開出的列車折返往津田沼。
還可以按照總武線－東西線－總武線順序回到總武線（東京地下鐵車輛的35S使用為東陽町出庫用於早上繁忙時段的總武線津田沼站折返後，在三鷹車輛中心留置，黃昏繁忙時段再直通至津田沼站）。
平日的早晚直通有只限津田沼開往三鷹與三鷹開往津田沼的列車、途經中央·總武線御茶之水與途經東西線的列車。

### 列車類別
東西線有以下類別的列車運行。停靠站參見「#車站列表」。

#### 快速
此線的快速是日本以高架電纜集電的地下鐵首次出現的速達列車。東西線為了緩和JR東日本（當時的舊國鐵）中央·總武線（各站停車）的擁擠而建設，為促進乘客由地面路段轉移至該線，通過東陽町站－西船橋站間的中途站（通過站當中南砂町站為地下站）的快速登場。
東陽町站－西船橋站間實行速達運行，中野站－東陽町站間則為各站停車。另外，直通運行在路線內也是各站停車。所有快速列車運行路段都包括東西線全線，而且並無設定東西線中途站折返的快速列車。因此幾乎沒有在西船橋站到發的列車。
另外，地面路段認可最高速度為100km/h，這是作為地下鐵在日本首次，甚至現在也是日本最快的。車輛設計最高速度為110-120km/h。
日間中野站－東葉勝田台站間1小時有4班（每15分鐘1班）運行。為此，在這段時間只限使用東京地下鐵車輛與東葉高速鐵道車輛。而日間時段的東葉高速線因為全為快速，東葉高速線內的各站若需使用東西線的快速通過站，需要在西船橋站或浦安站轉乘各站停車。平日早晚以後只在東西線內運行的快速與直通中央·總武線（各站停車）的三鷹站、津田沼站到發的快速都有運行，此時也會使用JR車輛。週末假日只限直通東葉高速線路段－中央線路段（不直通總武線路段，也沒有西船橋站－三鷹站間的設定），不能使用JR車輛直通三鷹站，而只能使用東京地下鐵車輛直通至三鷹站。平日黃昏與週末假日早上西船橋站－中野站間的JR車輛較少使用。津田沼直通運行時段通勤快速與津田沼直通列車共同優先運行。
基本上在日間時段都在葛西站超車各站停車，早、晚一部分列車在原木中山站、妙典站超車。
曾經有設定可超車最高2班各站停車，2017年3月改點後只限中野開往津田沼的1班，在葛西站、妙典站、原木中山站三個車站超車各站停車。
列車類別基本上以紅色顯示。
1969年東西線引入快速列車時，停車模式分為以下3種類稱呼。但是此為內部稱呼，並不公開使用。
- A快速：東陽町站－西船橋站間不停靠的快速（1975年起旅客導覽上列為「通過浦安的快速」）。1969年開始運行，1996年停運。
- B快速：上述路段只停靠浦安站的快速（同「停靠浦安的快速」）。1975年開始運行。
- C快速：上述路段當中東陽町站－浦安站間各站停車，浦安站－西船橋站間不停靠。1986年開始運行。

1996年時刻表改正後廢除A快速，B快速成為「快速」，C快速成為「通勤快速」作為正式列車類別分開。

#### 通勤快速
平日早上只限西行（中野方向）運行，西船橋站－浦安站間以速達運行，浦安站－中野站間各站停車。而直通運行在路線內各站停車。與快速相同，所有列車運行路段都包括東西線全線，沒有在東西線的中途站折返列車的設定。
1986年（昭和61年）11月1日快速的停車模式之一（浦安站起各站停車的快速）登場，1996年（平成8年）3月16日命名為通勤快速。C快速時代並沒專用的類別幕，始發站起通過南行德站為止的快速，南行德站－浦安站間行走中改為各站停車（不顯示類別）。如同上述，2007年以後時刻表改正之時擴大了運行時段，2007年3月19日起平日早上最擁擠時段運行的快速全數改為通勤快速，2009年3月16日起西船橋開早上6時半至9時為止全部速達列車都成為通勤快速。
與往中野方向的快速相同，沒有通過站的浦安站－中野站間在E231系與07系以外的車輛顯示浦安站到站時都顯示為各站停車。
車輛與車站都簡稱為「通快」。「通勤快速」以英語標記時並無統一的寫法，"Commuter Rapid"、"Commutation Rapid"、"Rapid Commuter"、"Com.Rapid"，車輛與車站顯示都不同。沒有統一顏色。

#### 各站停車
除了一部分時段，每2班有1班快速（早上只限2班，包括通快），早上與黃昏每3至5分鐘1班，日間約每5至8分鐘1班。日間1小時8班當中有4班行駛直通至中央線三鷹站－西船橋站，其餘4班行駛中野站－西船橋站。繁忙時段除了東葉高速線與總武線津田沼站到發的列車，皆為九段下站（只限到站）、東陽町站、浦安站（2019年3月18日以後新設只限始發）、妙典站到發的列車。日間沒有快速列車，而黃昏有1班快速列車通過葛西與原木中山兩站。該列車為A1899S（中野開往東葉勝田台）。

#### 東葉快速（廢除）
不只東西線，東葉高速線亦有速達運行的類別，東陽町站－東葉勝田台站間以速達運行。東西線內的停靠站與快速相同。廢除時只限平日黃昏往東葉勝田台運行。
車輛與車站都簡稱作「東快」。使用顏色、英語顯示（TOYO Rapid、TOYO RAP.）在車輛與車站的顯示都不同。
2014年（平成26年）3月15日時刻表改正廢除了這種快速列車。

### 日間運行模式
日間各路段1小時內運行班次如下表。
| 類別＼站名 | 三鷹站 | … 中央線 … | 中野站 | 中野站 | … 東西線 … | 西船橋站 | 西船橋站 | … 東葉高速線 … | 東葉勝田台站 | 備註                         |
| ---------- | ------ | ---------- | ------ | ------ | ---------- | -------- | -------- | -------------- | ------------ | ---------------------------- |
| 快速       |        |            |        | 4班    | 4班        | 4班      | 4班      | 4班            | 4班          |                              |
| 各站停車   | 4班    | 4班        | 4班    | 4班    | 4班        | 4班      |          |                |              | 往西船橋在葛西站待避快速通過 |
| 各站停車   |        |            |        | 4班    | 4班        | 4班      |          |                |              | 往中野在葛西站待避快速通過   |

## 使用車輛

### 自社車輛
- 05系、05N系

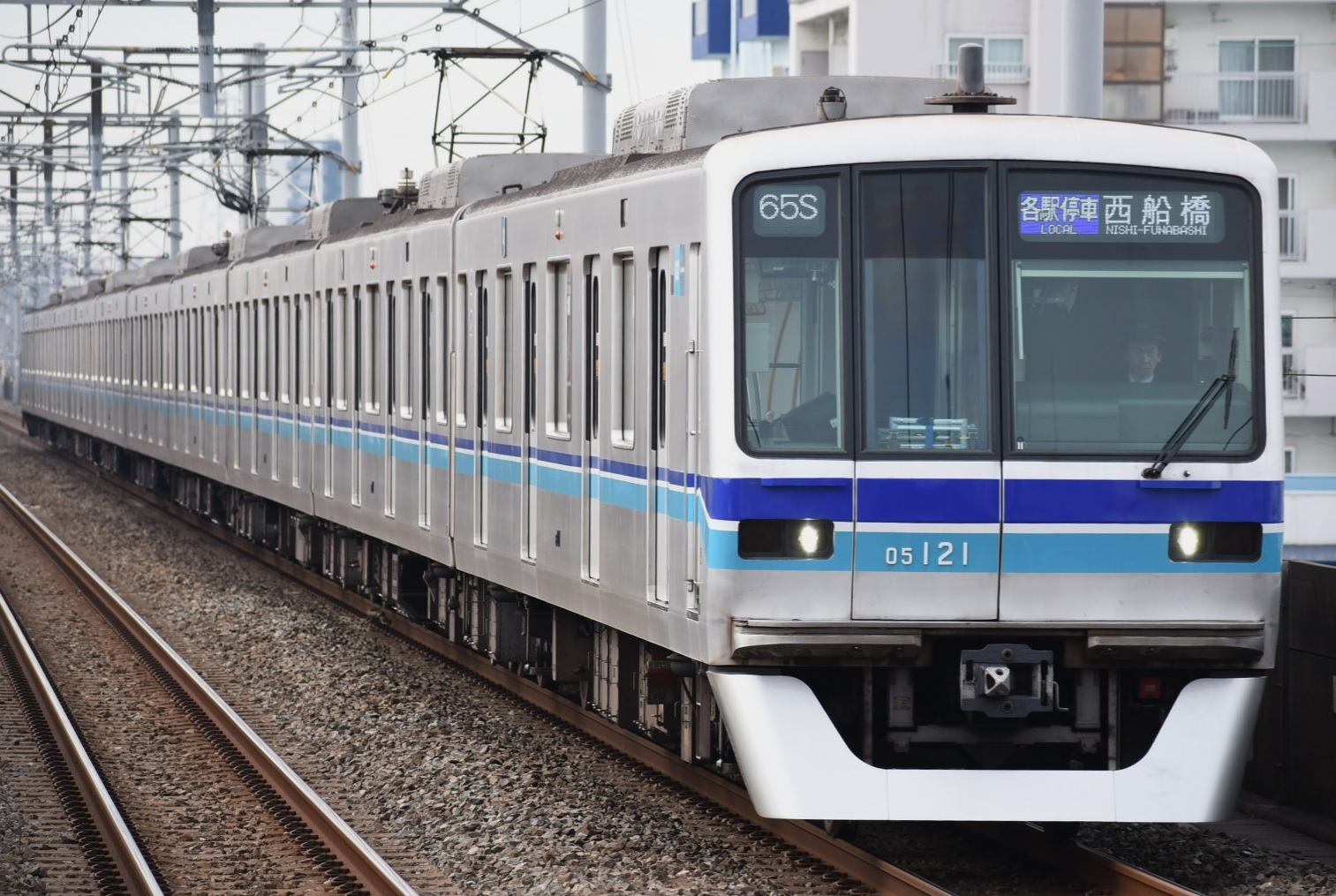
05系B修繕車 （2019年11月　行德）
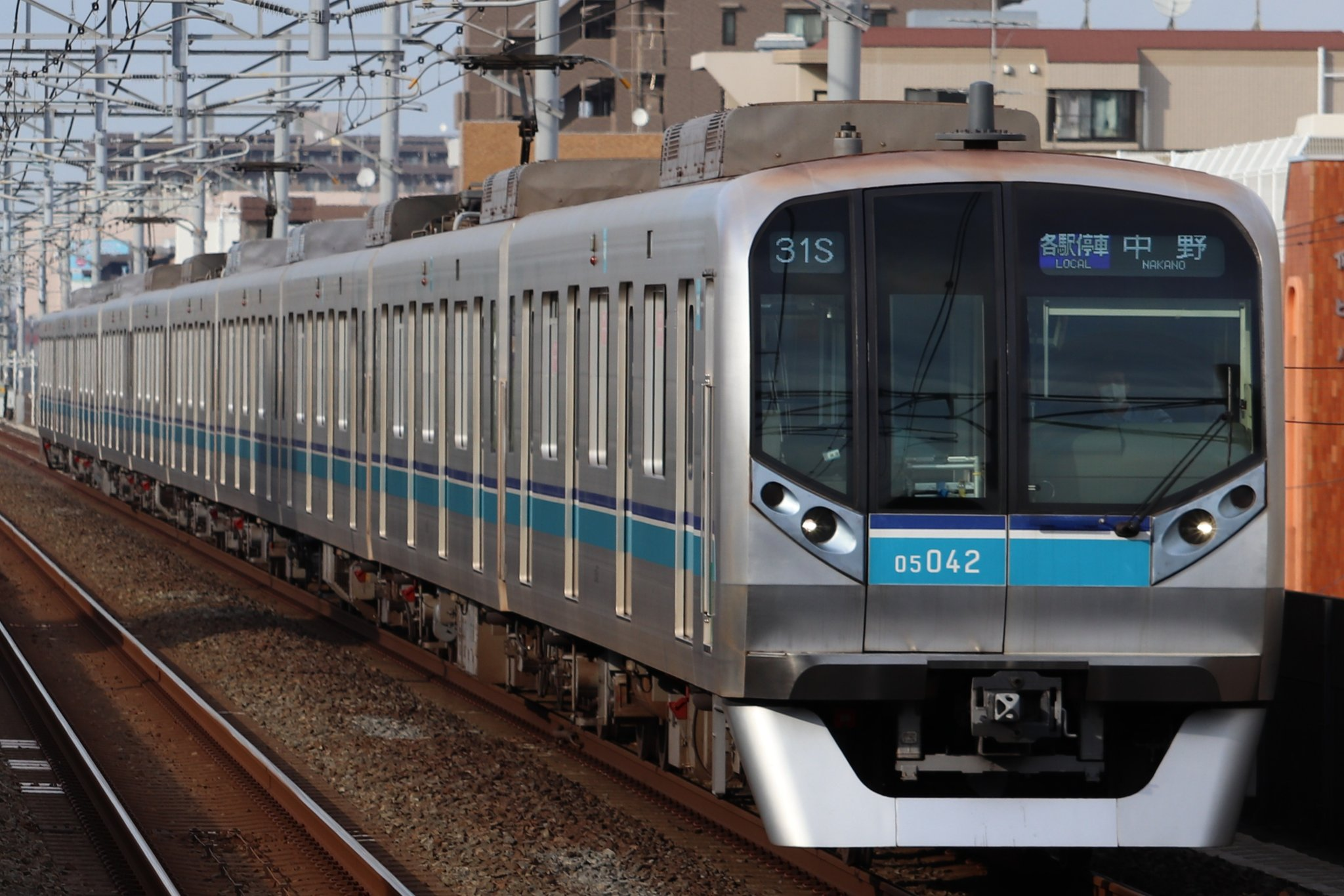
05N系 05系當中更改前面設計的第25編組稱為05N系 （2020年6月23日）
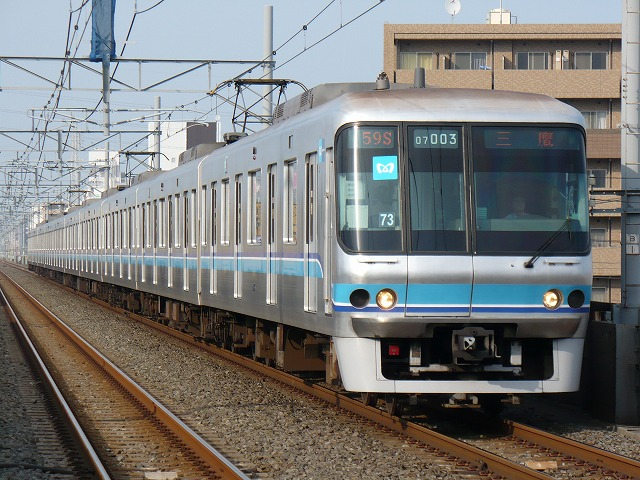
07系
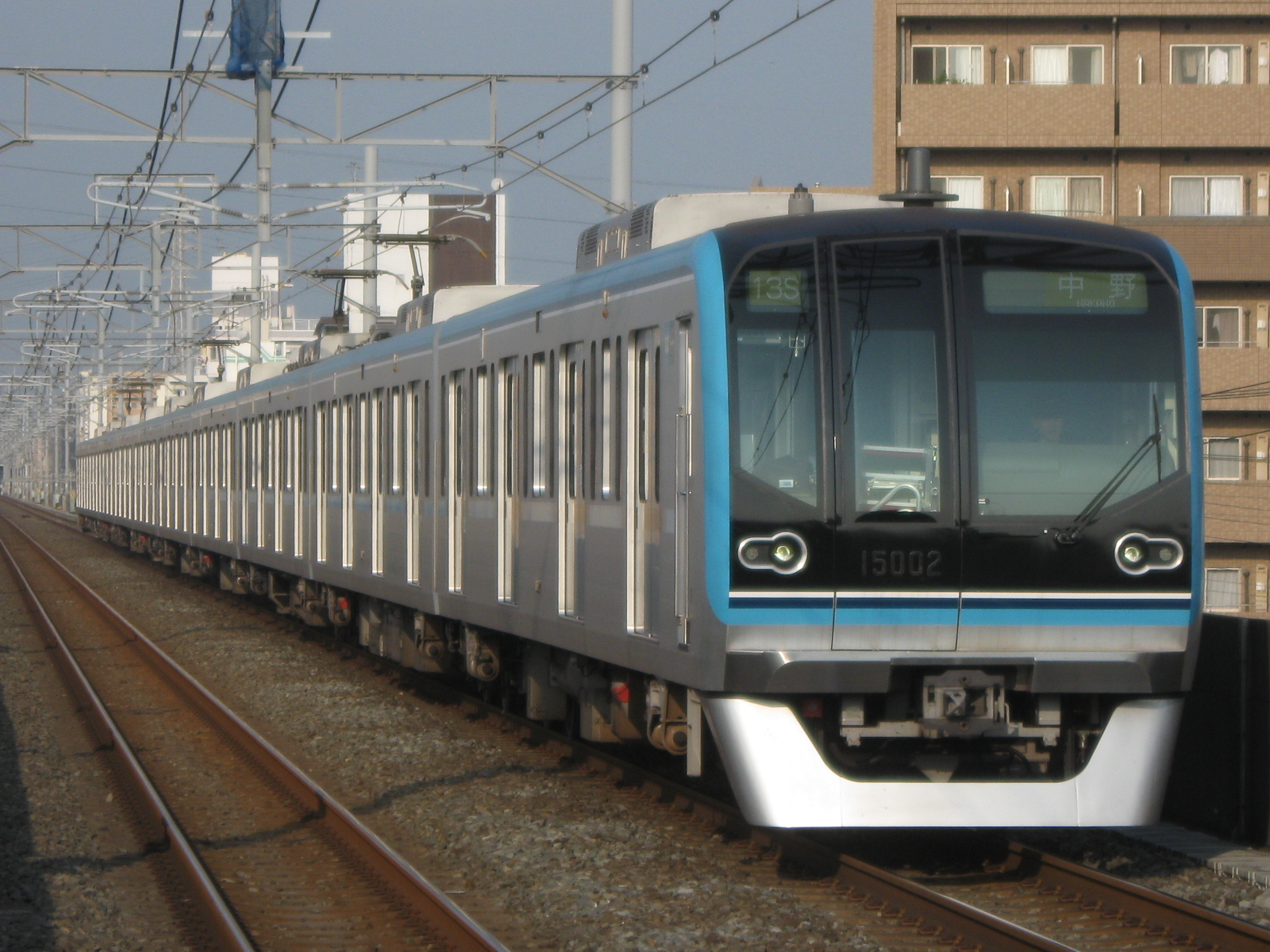
15000系

- 05系B修繕車
（2019年11月　行德）
- 05N系
05系當中更改前面設計的第25編組稱為05N系
（2020年6月23日）
- 07系
- 15000系
（2010年10月15日　南行德）

### 直通車輛
東日本旅客鐵道（JR東日本）

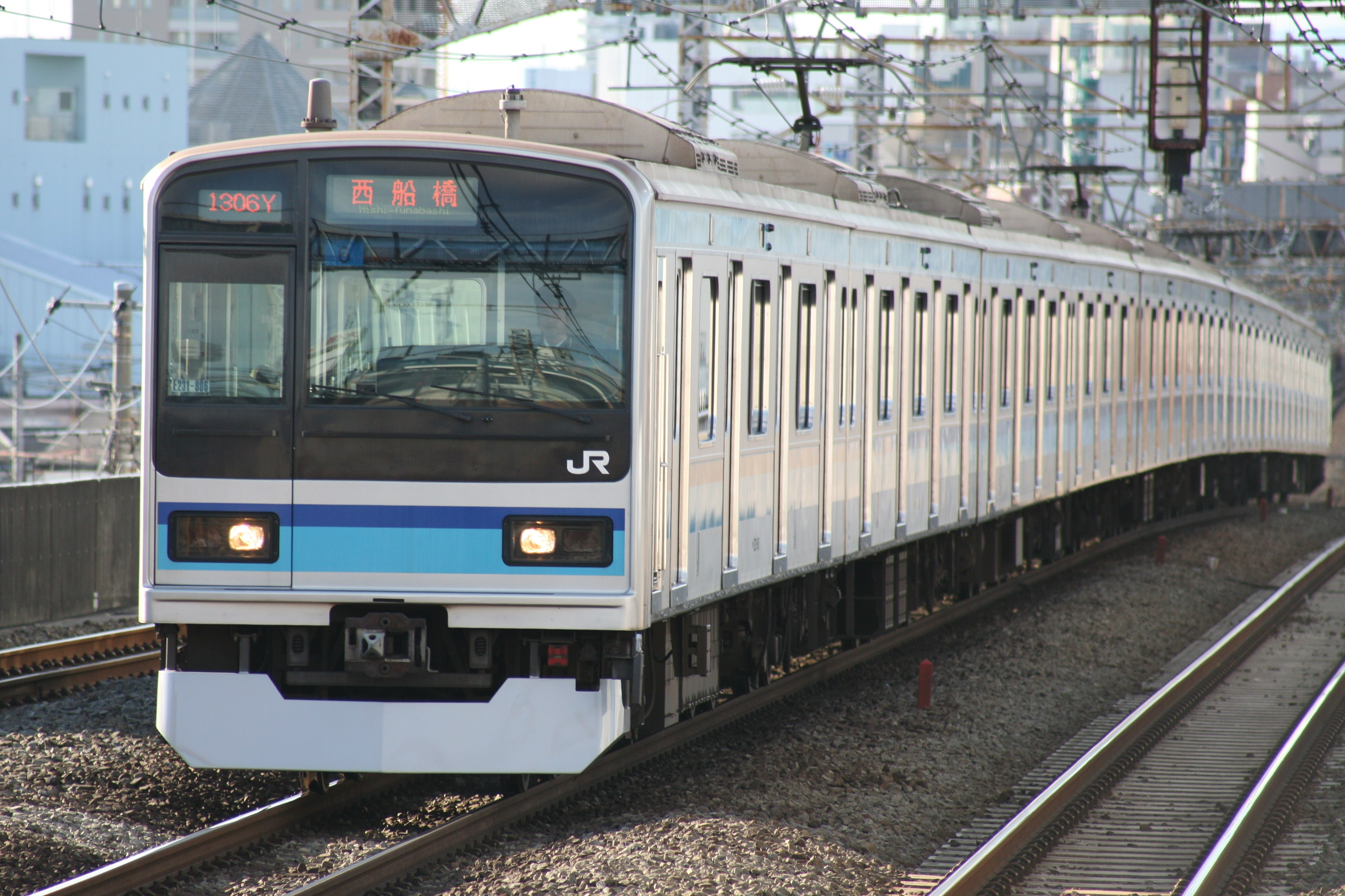
E231系800番台

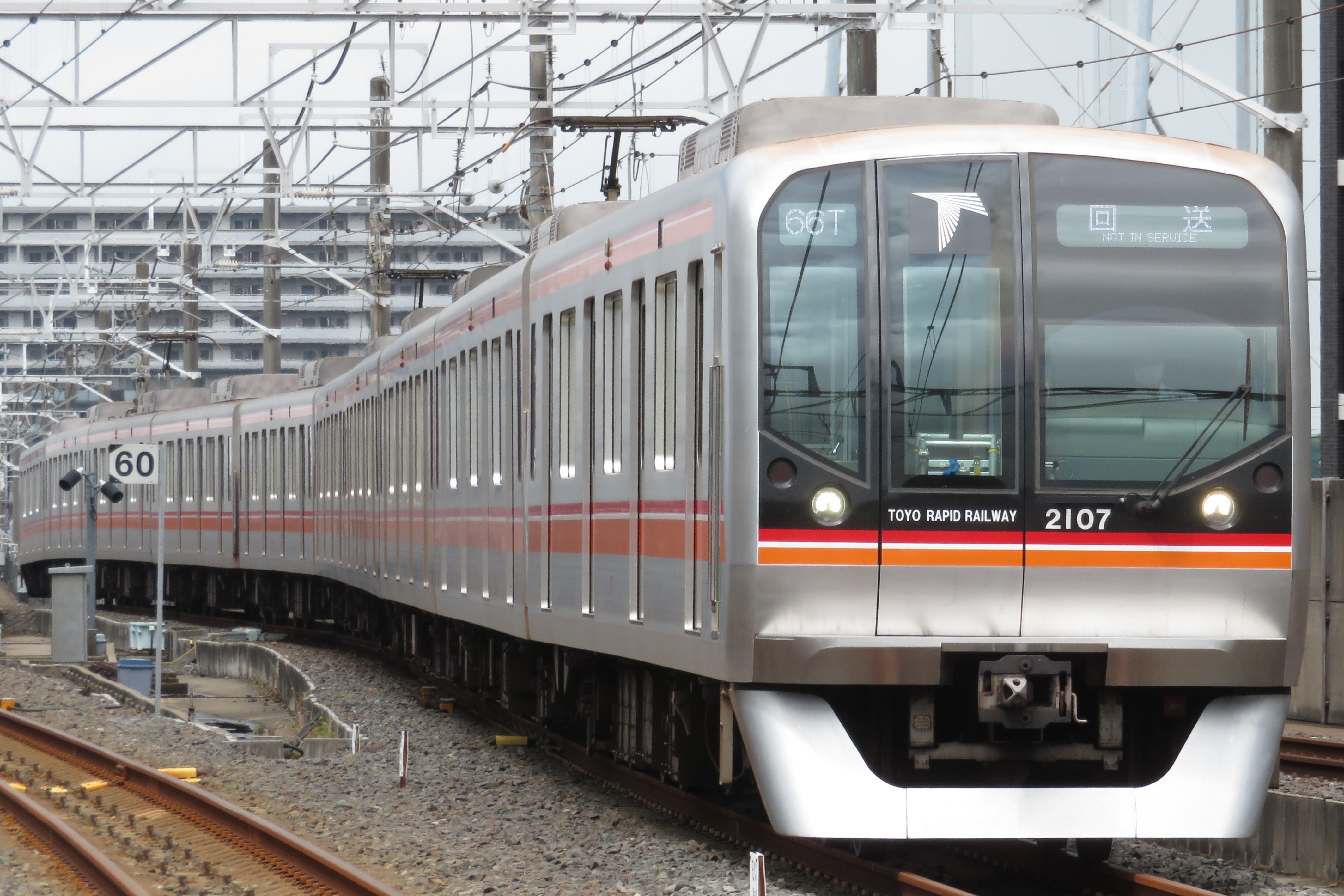
E231系800番台

東葉高速鐵道
- 2000系

- 2000系

### 過去使用車輛
- 5000系（日语：営団5000系電車）（1964年12月23日 - 2007年3月17日）
- 8000系（1987年11月 - 1988年12月，之後移籍半藏門線）

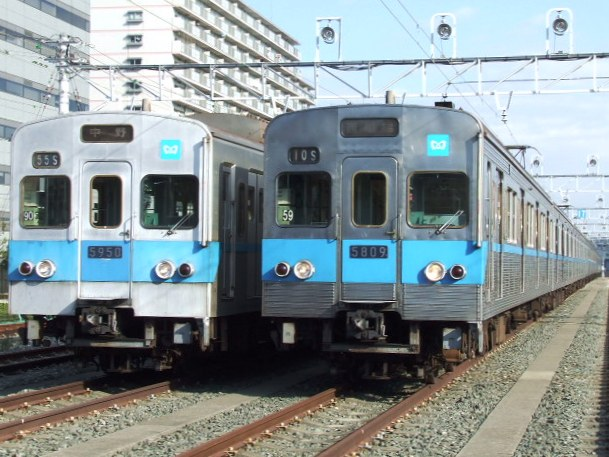
廢車時東西線用5000系 （2006年12月3日 / 深川檢車区）
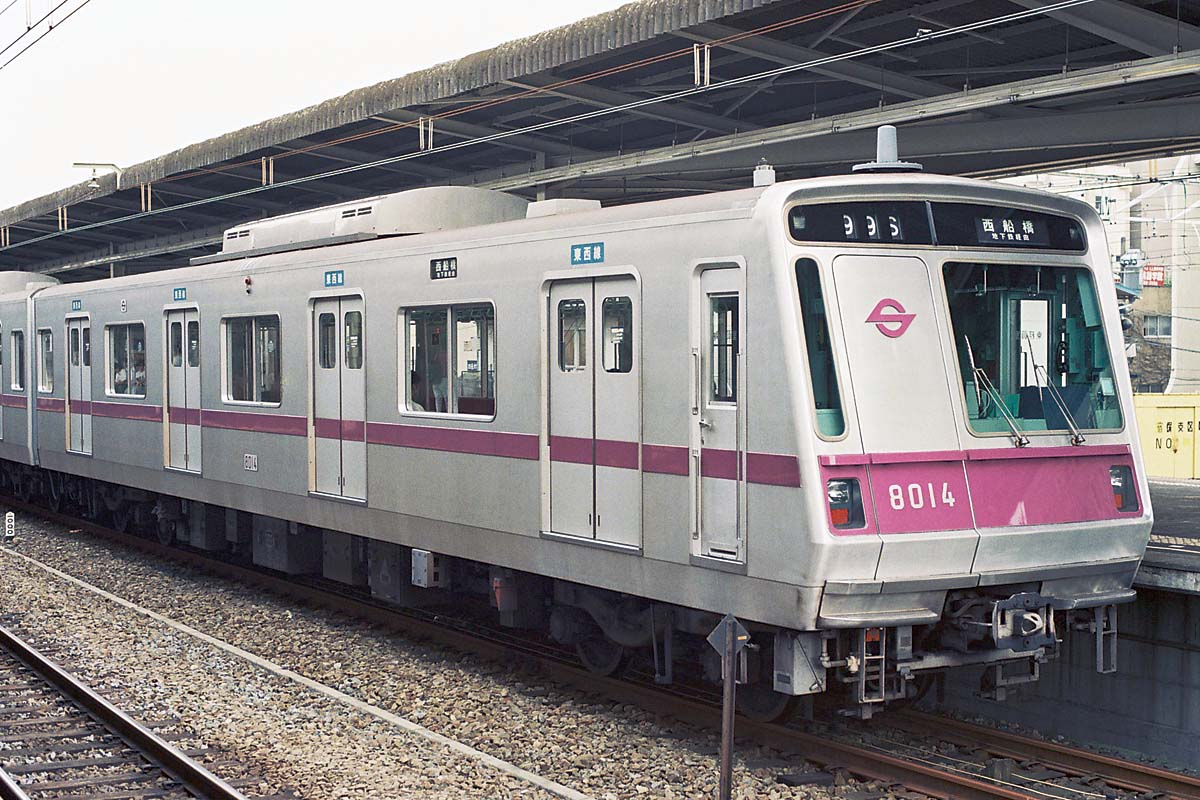
短期以半藏門線顏色用於東西線的8000系 （1988年 / 中野站）

### 過去直通車輛
國鐵、JR東日本
- 301系（1966年10月1日 - 2003年6月10日）
- 103系
  - 1000番台（1989年 - 2003年5月30日）
  - 1200番台（1971年4月20日 - 2003年5月15日）

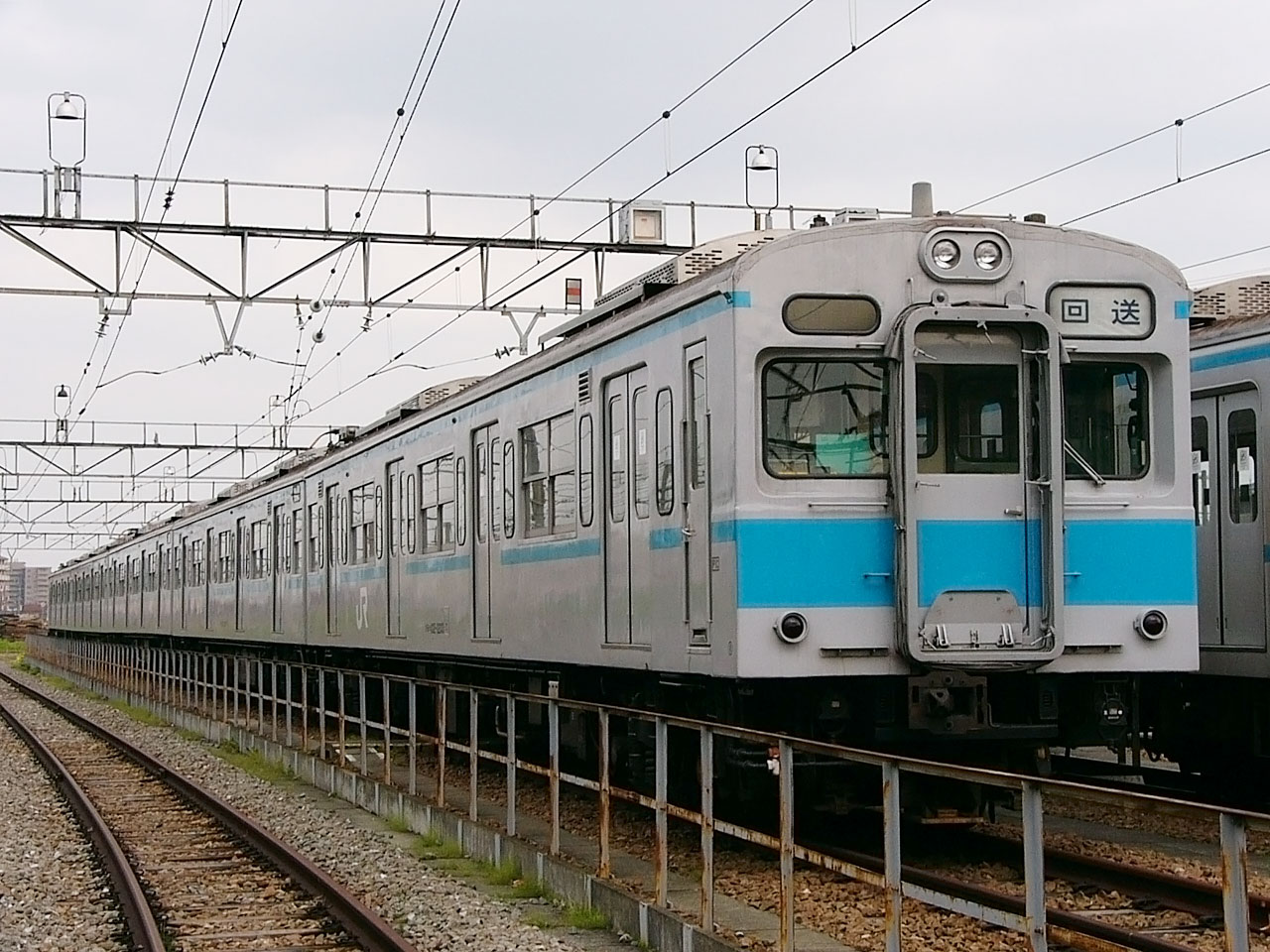
103系1200番台

東葉高速鐵道
- 1000型（1996年4月27日 - 2006年12月4日）

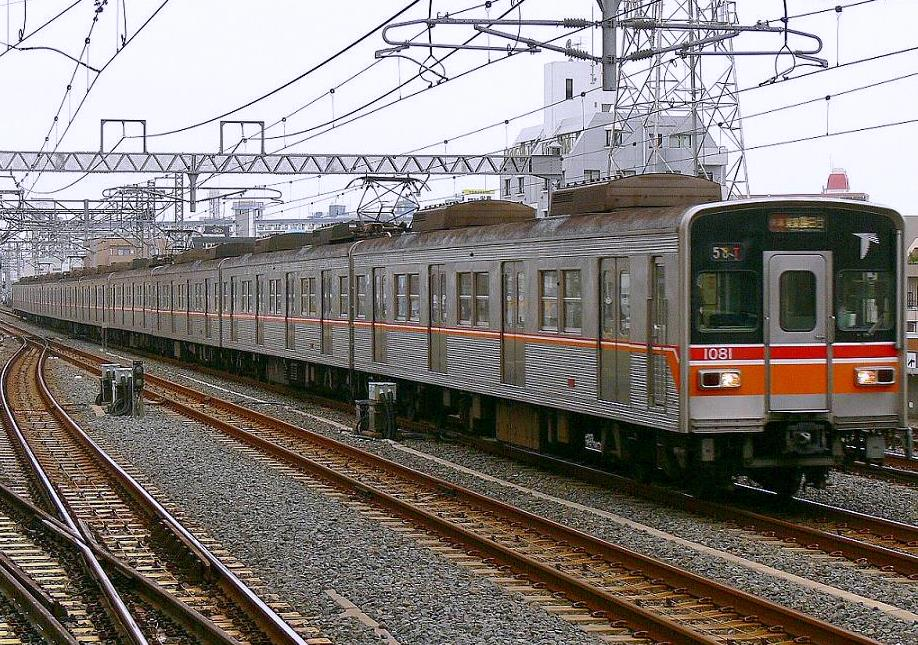
1000型 （2006年9月8日 / 葛西站）

## 利用狀況
2017年度1日平均輸送人次為1,450,000人，是日本的地下鐵系統當中輸送人次最多的。平日早上繁忙時段中野方向的擁擠是日本國内最嚴重的，經常導致一些班次延誤。
近年的輸送實績如下表。表中最高值為紅色，最高值紀錄年度以後最低值為藍色，最高值紀錄年度以前最低值為綠色。
| 年度               | 最擁擠路段輸送實績  | 最擁擠路段輸送實績  | 最擁擠路段輸送實績  | 最擁擠路段輸送實績  | 最擁擠路段輸送實績 | 最擁擠路段輸送實績 | 最擁擠路段輸送實績 | 最擁擠路段輸送實績 | 特記事項                                 |
| 年度               | 高田馬場 → 早稻田間 | 高田馬場 → 早稻田間 | 高田馬場 → 早稻田間 | 高田馬場 → 早稻田間 | 木場 → 門前仲町間  | 木場 → 門前仲町間  | 木場 → 門前仲町間  | 木場 → 門前仲町間  | 特記事項                                 |
| 年度               | 運行班次：班        | 輸送力：人          | 輸送量：人          | 擁擠率：%           | 運行班次：班       | 輸送力：人         | 輸送量：人         | 擁擠率：%          | 特記事項                                 |
| ------------------ | ------------------- | ------------------- | ------------------- | ------------------- | ------------------ | ------------------ | ------------------ | ------------------ | ---------------------------------------- |
| 1965年（昭和40年） | 12                  | 4,992               | 6,219               | 125                 |                    |                    |                    |                    |                                          |
| 1970年（昭和45年） | 23                  | 23,232              | 47,050              | 208                 |                    |                    |                    |                    |                                          |
| 1975年（昭和50年） | 24                  | 24,224              | 49,178              | 203                 | 12                 | 13,600             | 29,722             | 219                | B線最擁擠路段為西船橋→東陽町間           |
| 1980年（昭和55年） | 24                  | 27,264              | 46,018              | 169                 | 24                 | 33,312             | 76,588             | 230                | B線最擁擠路段變為南砂町→東陽町間         |
| 1985年（昭和60年） | 24                  | 27,264              | 44,931              | 165                 | 27                 | 37,584             | 83,042             | 221                |                                          |
| 1987年（昭和62年） | 24                  | 27,696              | 42,909              | 155                 | 27                 | 38,016             | 88,618             | 233                | B線最擁擠路段變為門前仲町→茅場町間       |
| 1988年（昭和63年） | 24                  | 30,288              | 42,703              | 141                 | 27                 | 38,448             | 88,406             | 230                | 1989年3月19日都營地下鐵新宿線全線開業    |
| 1989年（平成元年） | 24                  | 30,720              | 42,318              | 138                 | 27                 | 38,448             | 76,509             | 199                | 1990年3月10日京葉線全線開業              |
| 1990年（平成02年） | 24                  | 32,880              | 43,909              | 134                 | 27                 | 38,448             | 75,256             | 196                |                                          |
| 1991年（平成03年） | 24                  | 32,780              | 46,548              | 142                 | 27                 | 38,448             | 76,274             | 198                |                                          |
| 1992年（平成04年） | 24                  | 34,176              | 52,959              | 155                 | 27                 | 38,448             | 78,456             | 204                |                                          |
| 1993年（平成05年） | 24                  | 34,176              | 52,874              | 155                 | 27                 | 38,448             | 78,402             | 204                |                                          |
| 1994年（平成06年） | 24                  | 34,176              | 51,992              | 152                 | 27                 | 38,448             | 76,973             | 200                |                                          |
| 1995年（平成07年） | 24                  | 34,176              | 50,808              | 149                 | 27                 | 38,448             | 75,552             | 197                |                                          |
| 1996年（平成08年） | 24                  | 34,176              | 49,797              | 146                 | 27                 | 38,448             | 77,008             | 200                | 1996年4月27日東葉高速線全線開業          |
| 1997年（平成09年） | 24                  | 34,176              | 49,425              | 145                 | 27                 | 38,448             | 77,458             | 201                |                                          |
| 1998年（平成10年） | 24                  | 34,176              | 49,164              | 144                 | 27                 | 38,448             | 77,407             | 201                |                                          |
| 1999年（平成11年） | 24                  | 34,176              | 48,346              | 141                 | 27                 | 38,448             | 76,755             | 200                |                                          |
| 2000年（平成12年） | 24                  | 34,176              | 47,462              | 139                 | 27                 | 38,448             | 75,656             | 197                | 2000年12月12日都營地下鐵大江戶線全線開業 |
| 2001年（平成13年） | 24                  | 34,176              |                     |                     | 27                 | 38,448             | 76,056             | 198                | B線最擁擠路段變為木場→門前仲町間         |
| 2002年（平成14年） | 24                  | 34,176              | 45,708              | 134                 | 27                 | 38,448             | 75,928             | 197                |                                          |
| 2003年（平成15年） | 24                  | 34,176              |                     |                     | 27                 | 38,448             | 76,185             | 198                |                                          |
| 2004年（平成16年） | 24                  | 34,176              |                     |                     | 27                 | 38,448             | 75,645             | 197                |                                          |
| 2005年（平成17年） | 24                  | 34,176              |                     |                     | 27                 | 38,448             | 76,054             | 198                |                                          |
| 2006年（平成18年） | 24                  | 34,176              |                     |                     | 27                 | 38,448             | 76,338             | 199                |                                          |
| 2007年（平成19年） | 24                  | 34,176              | 45,746              | 134                 | 27                 | 38,448             | 76,606             | 199                |                                          |
| 2008年（平成20年） | 24                  | 34,176              | 45,758              | 134                 | 27                 | 38,448             | 76,622             | 199                |                                          |
| 2009年（平成21年） | 24                  | 34,176              | 45,795              | 134                 | 27                 | 38,448             | 75,790             | 197                |                                          |
| 2010年（平成22年） | 24                  | 34,176              | 47,808              | 140                 | 27                 | 38,448             | 75,428             | 196                |                                          |
| 2011年（平成23年） | 24                  | 34,176              | 43,489              | 127                 | 27                 | 38,448             | 76,553             | 199                |                                          |
| 2012年（平成24年） | 24                  | 34,176              | 42,916              | 126                 | 27                 | 38,448             | 75,901             | 197                |                                          |
| 2013年（平成25年） | 24                  | 34,176              | 41,167              | 120                 | 27                 | 38,448             | 76,354             | 199                |                                          |
| 2014年（平成26年） | 24                  | 34,176              | 42,435              | 124                 | 27                 | 38,448             | 77,037             | 200                |                                          |
| 2015年（平成27年） | 24                  | 34,176              | 42,934              | 126                 | 27                 | 38,448             | 76,665             | 199                |                                          |
| 2016年（平成28年） | 24                  | 34,176              | 42,936              | 126                 | 27                 | 38,448             | 76,474             | 199                |                                          |
| 2017年（平成29年） | 24                  | 34,176              | 43,579              | 128                 | 27                 | 38,448             | 76,616             | 199                |                                          |
| 2018年（平成30年） | 24                  | 34,176              | 44,564              | 130                 | 27                 | 38,448             | 76,674             | 199                |                                          |
| 2019年（令和元年） | 24                  | 34,176              | 44,302              | 130                 | 27                 | 38,448             | 76,388             | 199                |                                          |

## 車站列表
- 車站編號往A線方向（中野往西船橋的方向）增加。
- 普通（各站停車）列車停靠所有車站，因此省略。

範例
- ●：停車，｜↑：通過，↑：只限單方向運行

| 車站編號 | 中文站名              | 日文站名 | 英文站名 | 站間距離 | 累計距離 | 通勤快速 | 快速 | 接續路線、備註 | 地面/地底 | 所在地 | 所在地   |
| -------- | --------------------- | -------- | -------- | -------- | -------- | -------- | ---- | --- | --------- | ------ | -------- |
| T-01     | 中野                  |          |          | -        | 0.0      | ●        | ●    | 東日本旅客鐵道： 中央線（各站停車）（JB07）（直通運行至三鷹站）、 中央線（快速）（JC06） | 地面路段  | 東京都 | 中野區   |
| T-02     | 落合                  |          |          | 2.0      | 2.0      | ●        | ●    | | 地底路段  | 東京都 | 新宿區   |
| T-03     | 高田馬場              |          |          | 1.9      | 3.9      | ●        | ●    | 東京地下鐵： 副都心線（F-11）（西早稻田：徒步轉乘，無連絡運輸） 東日本旅客鐵道： 山手線（JY15） 西武鐵道： 新宿線（SS02） | 地底路段  | 東京都 | 新宿區   |
| T-04     | 早稻田                |          |          | 1.7      | 5.6      | ●        | ●    | | 地底路段  | 東京都 | 新宿區   |
| T-05     | 神樂坂                |          |          | 1.2      | 6.8      | ●        | ●    | | 地底路段  | 東京都 | 新宿區   |
| T-06     | 飯田橋                |          |          | 1.2      | 8.0      | ●        | ●    | 東京地下鐵： 有樂町線（Y-13）（閘外轉乘）、 南北線（N-10）（閘外轉乘） 都營地下鐵： 大江戶線（E-06） 東日本旅客鐵道： 中央線（各站停車）（JB16） | 地底路段  | 東京都 | 千代田區 |
| T-07     | 九段下                |          |          | 0.7      | 8.7      | ●        | ●    | 東京地下鐵： 半藏門線（Z-06）（閘外轉乘） 都營地下鐵： 新宿線（S-05） | 地底路段  | 東京都 | 千代田區 |
| T-08     | 竹橋 （每日新聞社前） |          |          | 1.0      | 9.7      | ●        | ●    | | 地底路段  | 東京都 | 千代田區 |
| T-09     | 大手町                |          |          | 1.0      | 10.7     | ●        | ●    | 東京地下鐵： 丸之內線（M-18）（閘外轉乘）、 千代田線（C-11）（閘內轉乘）、 半藏門線（Z-08）（閘外轉乘） 都營地下鐵： 三田線（I-09） 東海旅客鐵道： 東海道新幹線（東京） 東日本旅客鐵道： 東北新幹線、山形新幹線、秋田新幹線、上越新幹線、北陸新幹線、 中央線（東京：JC01）、 山手線（東京：JY01）、 京濱東北線（東京：JK26）、 東海道線（東京：JT01）、 總武線（快速）、橫須賀線（東京：JO19）、 京葉線（東京：JE01） | 地底路段  | 東京都 | 千代田區 |
| T-10     | 日本橋 （高島屋前）   |          |          | 0.8      | 11.5     | ●        | ●    | 東京地下鐵： 銀座線（G-11）（閘內轉乘） 都營地下鐵： 淺草線（A-13） | 地底路段  | 東京都 | 中央區   |
| T-11     | 茅場町                |          |          | 0.5      | 12.0     | ●        | ●    | 東京地下鐵： 日比谷線（H-14） | 地底路段  | 東京都 | 中央區   |
| T-12     | 門前仲町              |          |          | 1.8      | 13.8     | ●        | ●    | 都營地下鐵： 大江戶線（E-15） | 地底路段  | 東京都 | 江東區   |
| T-13     | 木場                  |          |          | 1.1      | 14.9     | ●        | ●    | | 地底路段  | 東京都 | 江東區   |
| T-14     | 東陽町                |          |          | 0.9      | 15.8     | ●        | ●    | | 地底路段  | 東京都 | 江東區   |
| T-15     | 南砂町                |          |          | 1.2      | 17.0     | ●        | ｜   | | 地底路段  | 東京都 | 江東區   |
| T-16     | 西葛西                |          |          | 2.7      | 19.7     | ●        | ｜   | | 地面路段  | 東京都 | 江戶川區 |
| T-17     | 葛西 （地鐵博物館前） |          |          | 1.2      | 20.9     | ●        | ｜   | 可待避站 | 地面路段  | 東京都 | 江戶川區 |
| T-18     | 浦安                  |          |          | 1.9      | 22.8     | ●        | ●    | | 地面路段  | 千葉縣 | 浦安市   |
| T-19     | 南行德                |          |          | 1.2      | 24.0     | ↑        | ｜   | | 地面路段  | 千葉縣 | 市川市   |
| T-20     | 行德                  |          |          | 1.5      | 25.5     | ↑        | ｜   | | 地面路段  | 千葉縣 | 市川市   |
| T-21     | 妙典                  |          |          | 1.3      | 26.8     | ↑        | ｜   | 可待避站 | 地面路段  | 千葉縣 | 市川市   |
| T-22     | 原木中山              |          |          | 2.1      | 28.9     | ↑        | ｜   | 可待避站 | 地面路段  | 千葉縣 | 船橋市   |
| T-23     | 西船橋                |          |          | 1.9      | 30.8     | ●        | ●    | 東葉高速鐵道： 東葉高速線（TR01）（直通運行至東葉勝田台） 東日本旅客鐵道： 總武線（各站停車）（JB30）（只限平日早晚直通運行至津田沼）、 武藏野線（JM10）、 京葉線 京成電鐵： 本線（京成西船：KS20、徒步轉乘，無連絡運輸） | 地面路段  | 千葉縣 | 船橋市   |

1. 1 2  大手町站與JR東京站的轉乘只限東西線與JR各線。

備註
- ※：地铁早稻田站和都电荒川线早稻田站距離較遠，因此東京地下鐵和東京都交通局均沒有建議此換乘方式。
- ※※：大手町站內與東京站相關的轉乘指標，只限於東西線與JR各路線間轉乘的標示；JR列車的停靠車站資訊中則未列出大手町站與JR東京站間的轉乘。

### 來源
1. 1 2  東京地下鉄道東西線建設史、p.781。
2. ↑  . 東京都.   [2021-07-31]. （原始内容 (XLS)存档于2022-03-27）.
3. ↑  《東京地下鐵Guide》P.38-42
4. ↑  PHP研究所「東京メトロのひみつ」参照。
5. 1 2  . 東京地下鉄. 2006-10-26  [October 22, 2012]. （原始内容存档于2012-05-15）.
6. ↑  この時の画像は、アンサイクロペディアのテンプレート、{{スタブ (鉄道)}}の画像に使われている。
7. ↑  東西線に発車メロディを導入します！PDF - 東京地下鉄、2015年3月25日
8. ↑  銀座線の発車メロディを拡大します。PDF - 東京地下鉄、2015年5月14日
9. ↑   (PDF). 日本地下鉄協会.   [2019-03-07]. （原始内容存档 (PDF)于2021-02-03）.
10. ↑  「都市交通年報」各年度版
11. ↑  路線別のラッシュ時における混雑率の推移 （页面存档备份，存于） - 千葉県
12. ↑   (PDF). 神奈川県. 1987-09  [2015-05-10]. （原始内容 (PDF)存档于2015-01-13）.

## 外部連結
- 東西線/T | 路線、車站資訊 | 東京地下鐵 （页面存档备份，存于）
- 東西線歷史 （页面存档备份，存于） - Metro archive album（公益財團法人地鐵文化財團）
- 帝都高速度交通營團「東京地下鐵道東西線建設史 （页面存档备份，存于）」 - Metro archive album（公益財團法人地鐵文化財團）